# Bafodeya
Bafodeya é um género botânico pertencente à família Chrysobalanaceae, constituido por uma única espécie.

## Espécie
- Bafodeya benna